# Postales del alma
Postales del alma é um disco de tango da parceria Baglietto-Vitale, lançado em 1999.
Na discografia de Juan Carlos Baglietto, este é o 12o álbum do músico.

## Faixas
01. Postales del alma (Vitale - González - Abonizio)

02. El mensú (Cidade - Ayala)

03. Tarde (Canet)

04. La última curda (Troilo - Castillo)

05. Canción del jangadero (Falú - Davalos)

06. El choclo (Villoldo - Discépolo - Marambio - Cátan) 

07. Lejana tierra mía (Gardel - Le Pera)

08. Zamba de Lozano (Leguizamón y Castilla)

09. Cambalache (Enrique Santos Discépolo) 

10. Nada (Dames - Sanguinetti)

11. Canción de cuna costera (Linares Cardozo) 

12. Postales del alma (Vitale - González-Abonizio)

## Créditos
- Juan Carlos Baglietto - voz e guitarras
- Lito Vitale - Piano acústico, teclados, guitarras espanhola, eletrica e acústica de 6 e 12 cordas, baixo, acordeon, flauta doce, cajón peruano, timbaleta, platillos, percussão, coros y arreglos

### Músico Convidado
Lucho González

## Prêmios e Indicações
| Ano  | Trabalho (Álbum/Canção) | Prêmio        | Indicação             | Resultado | Ref.  |
| ---- | ----------------------- | ------------- | --------------------- | --------- | ----- |
| 2000 | Postales del alma       | Grammy Latino | Melhor Álbum de Tango | Venceu    | [ 1 ] |